# Абдумалік Абдулладжанов
Абдумалік Абдулладжанов (тадж. Абдумалик Абдуллоҷонов; при народженні Абдумалік Абдуллаєвич Абдулладжанов (рос. Абдумалик Абдуллаевич Абдулладжанов; тадж. Абдумалик Абдуллоевич Абдуллоҷонов); нар. 1 січня 1949, Ленінабад) — таджицький політичний діяч, прем'єр-міністр Таджикистана з 21 вересня 1992 по 18 грудня 1993 року.

## Біографія

### Раннє життя
Абдумалік Абдулладжанов народився 1 січня 1949 року в місті Ленінабад. Етнічний таджик, виходець із впливового аристократичного роду. Дід Абдулладжанова — професор Абдурахман ібн аш-шайх Мухаммад Султон аль-Маасумі — відомий учений-богослов, який втік 1922 року до Саудівської Аравії, де був радником саудівського короля Абдул Азіза.

### Освіта
У 1971 році закінчив Одеський технологічний інститут за спеціальністю інженер-технолог. З 1971 року — начальник зміни, а потім директор Каракумського млинкомбінату.

### Кар'єра
З 1980 року — заступник міністра заготівель Таджицької РСР, з 1986 року — перший заступник міністра, з 1987 року — міністр хлібопродуктів Таджицької РСР.
З 21 вересня 1992 року — виконувач обов'язків прем'єр-міністра; з 20 листопада 1992 року — прем'єр-міністр Таджикистана. У 1993 році подав у відставку через незгоду з політикою президента Е. Рахмона.
У 1993—1994 роках — посол Таджикистану в Росії.
У листопаді 1994 року балотувався на президентських виборах. У липні 1996 року заснував політичний блок Національна єдність. Потім — лідер північного опозиційного Руху за національне відродження. Абдулладжанов, який живе в еміграції з середини 1990-х років, вважається організатором невдалої спроби заколоту в Худжанді в 1998 році.
5 лютого 2013 року затриманий за запитом таджицької влади в аеропорту «Бориспіль».
4 квітня 2013 року був звільнений з Київського слідчого ізолятора.
Станом на 2015 рік проживав у Сполучених Штатах Америки.